# Hydriomena elutata
Hydriomena elutata là một loài bướm đêm trong họ Geometridae.